# Villa Santa Lucia degli Abruzzi
Villa Santa Lucia degli Abruzzi es una  localidad italiana de la provincia de L'Aquila, región de Abruzos de 174 habitantes.

## Geografía
Ubicado en el parque nacional del Gran Sasso y posicionado en las pendientes meridionales de la cadena del Gran Sasso Villa Santa Lucia degli Abruzzi domina el área del valle del río Tirino. 
Rodeado por un bosque de quercus y de fagus, a poca distancia se encuentra el área fortificada del Alto Medioevo denominado "Castelluccio", un núcleo primitivo de asentamiento de la población.

## Evolución demográfica
| Gráfica de evolución demográfica de Villa Santa Lucia degli Abruzzi entre 1861 y 2001 |
|                                                                                       |
| Fuente ISTAT - elaboración gráfica por Wikipedia                                      |